# توهم (ترانه دوآ لیپا)
«توهم» (به انگلیسی: Hallucinate) ترانه‌ای از خواننده بریتانیایی، دوآ لیپا برای دومین آلبوم استودیویی‌اش نوستالژی آینده (۲۰۲۰) است. این ترانه در ۱۷ ژوئیه ۲۰۲۰ به‌عنوان چهارمین تک‌آهنگ آلبوم به رادیو پرطرفدار معاصر انگلستان فرستاده شد. این اثر سبک‌های موسیقی الکتروسوینگ، رقص، دیسکو، هاوس، سایکدلیک و سینث‌پاپ با تأثیرات از موسیقی الکترونیک، موسیقی دهه ۲۰۰۰ و سول را پوشش می‌دهد.
در متن ترانه، یک عشق دیوانه وار را شرح می‌دهد که چگونه می‌تواند احساسات را به وجود آورد. این ترانه نقدهای مطلوبی را از طرف منتقدان موسیقی دریافت کرد و بسیاری تولید این اثر را تحسین کردند. این ترانه پس از انتشار، به رتبه ۴۸ در جدول تک‌آهنگ‌های بریتانیا رسید.